# Metalheadz
Metalheadz ist ein stilprägendes britisches Drum-and-Bass-Label, welches 1994 von den DJs Kemistry & Storm und Goldie gegründet wurde. Es wurde darauf eine Vielzahl bekannter Drum-and-Bass-Acts veröffentlicht, darunter Photek, Dillinja, Adam F, Grooverider, Doc Scott, Rufige Kru, Digital, Peshay, Alex Reece, Wax Doctor, Source Direct, J Majik, Andy C, Lemon D, Hidden Agenda, Ed Rush und Optical. Besondere Beachtung fand die Kompilation Platinum Breakz, die 1996 zahlreiche Tracks der Künstler auf ein Triple-Album bannte. Das Label veranstaltete zusätzlich die Partyreihe Metalheadz Sunday Session im Londoner Blue Note Club, die mithalf, die Musik aber auch den Labelgründer Goldie im Mainstream der 1990er Jahre bekanntzumachen.